# Base de la RAAF de Wagga
 (juillet 2009).
Si vous disposez d'ouvrages ou d'articles de référence ou si vous connaissez des sites web de qualité traitant du thème abordé ici, merci de compléter l'article en donnant les références utiles à sa vérifiabilité et en les liant à la section « Notes et références ».

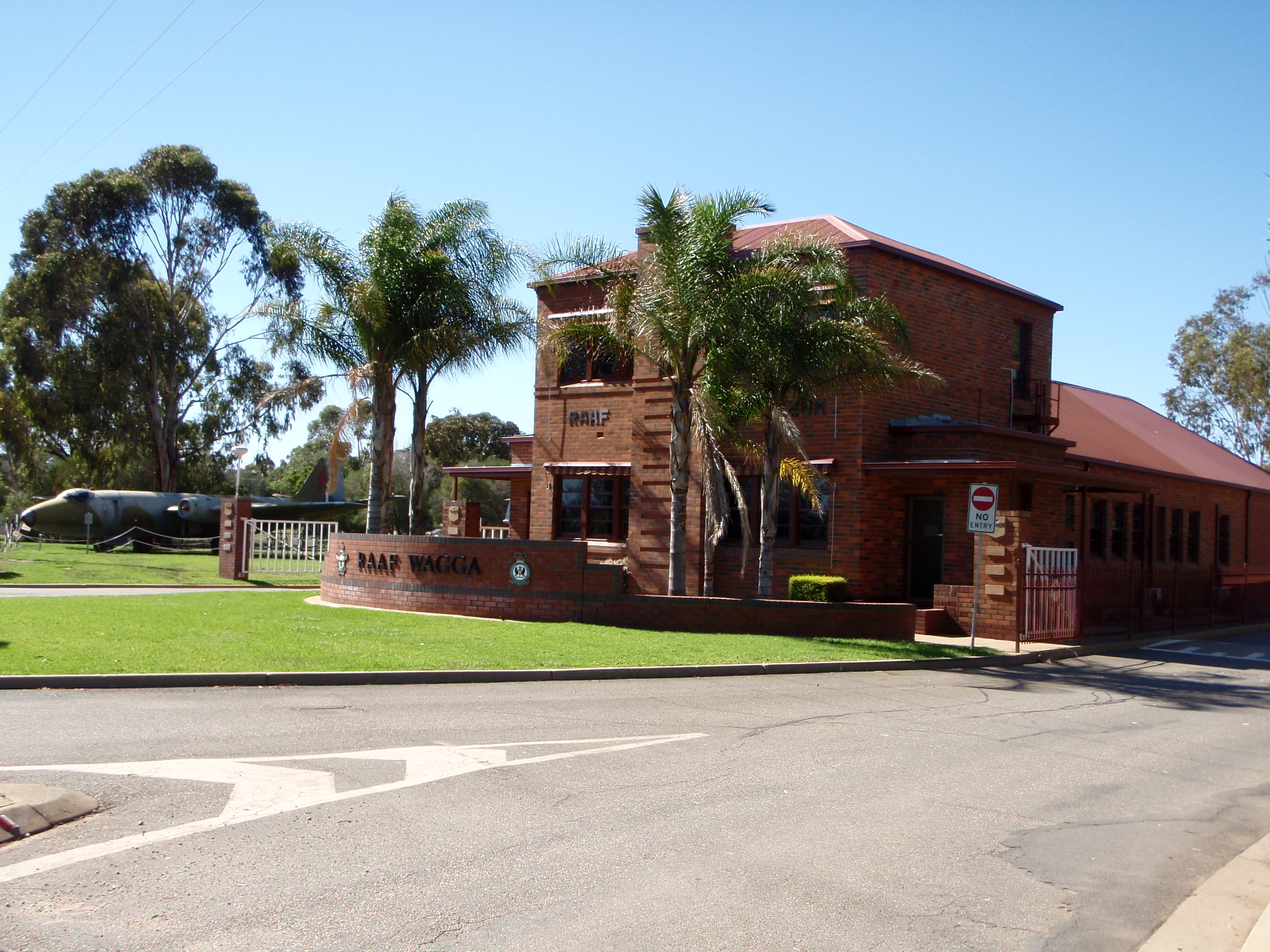
Entrée de la base de la RAAF de Wagga Wagga.

La base de la RAAF de Wagga (RAAF Base Wagga en anglais) (anciennement base de la RAAF de Forest Hill) est une base aérienne australienne située dans la ville de Wagga Wagga en Nouvelle-Galles du Sud, dans le quartier de Forest Hill. 
La RAAF n'est plus propriétaire de l'aérodrome, qui est maintenant appelé aéroport de Wagga Wagga, bien que des avions militaires continuent de l'utiliser. 
La base, qui jusqu'au début de 2008, appartenait à l'escadre d'entraînement au sol de l'armée de l'air, est maintenant le siège du Lycée de la RAAF (RAAF College (RAAFCOL)) et de l'unité d'entraînement no 1 des recrues qui a été transférée de la base de la RAAF Edimbourg et qui est l'école de formation des soldats de l'armée de l'air. 
La base continue d'être : 
- le principal centre de formation de base pour les aviateurs et aviatrices tant d'un point de vue technique, qu'administratif et logistique,
- le centre de formation initial logistique et administratif des officiers,
- le centre où sont dispensés les principaux cours d'enseignement supérieur.